# Diocese de Bathurst (Canadá)
A Diocese de Bathurst (Diocesis Bathurstensis) é uma diocese localizada na cidade de Bathurst na província de Novo Brunswick, pertencente a Arquidiocese de Moncton no Canadá. Foi fundada em 1860 pelo Papa Pio IX. Inicialmente foi fundada com o nome de Diocese de Chatham, sendo que somente em 1938 mudou seu nome para o atual. Com uma população católica de 95.550 habitantes, sendo 92,2% da população total, possui 56 paróquias com dados de 2018.

## História
Em 8 de maio de 1860 o Papa Pio IX cria a Diocese de Chatham a partir da então Diocese de Saint John em New Brunswick. Em 1936 a Diocese de Chatham perde território para a criação da Arquidiocese de Moncton, no mesmo dia a diocese deixa de ser parte da província eclesiástica de Halifax passando a fazer parte da então criada Arquidiocese de Moncton. Em 1936 a diocese tem seu nome alterado para Diocese de Bathurst no Canadá. Em 1944 a Diocese de Bathurst no Canadá perde território para a criação da Diocese de Edmundston.

## Lista de bispos
A seguir uma lista de bispos desde a criação da diocese em 1860.
|                              | Nome                               | Período                      | Notas                          |
| Bispos de Bathurst no Canadá | Bispos de Bathurst no Canadá       | Bispos de Bathurst no Canadá | Bispos de Bathurst no Canadá   |
| ---------------------------- | ---------------------------------- | ---------------------------- | ------------------------------ |
| 8º                           | Michel Proulx, O.Praem.            | 2023-                        | Atual                          |
| 7º                           | Daniel Jodoin                      | 2013 - 2022                  | Nomeado bispo de Nicolet       |
| 6º                           | Valéry Vienneau                    | 2002 - 2012                  | Nomeado arcebispo de Moncton   |
| 5º                           | André Richard, C.S.C               | 1989 - 2002                  | Nomeado arcebispo de Moncton   |
| 4º                           | Arsène Richard                     | 1985 - 1989                  | Morreu no cargo                |
| 3º                           | Edgar Godin                        | 1969 - 1985                  | Morreu no cargo                |
| 2º                           | Camille-André Le Blanc             | 1942 - 1969                  |                                |
| 1º                           | Patrice Alexandre Chiasson, C.I.M. | 1938 - 1942                  | Morreu no cargo                |
| Bispos de Chatham            |                                    |                              |                                |
| 3º                           | Patrice Alexandre Chiasson, C.I.M. | 1920 - 1938                  | Nomeado bispo dessa diocese    |
| 2º                           | Thomas Francis Barry               | 1902 - 1920                  | Morreu no cargo                |
| 1º                           | James Rogers                       | 1860 - 1902                  |                                |
| Bispo coadjutor              |                                    |                              |                                |
| 1º                           | Thomas Francis Barry               | 1899 - 1902                  | Nomeado bispo de Chatham       |
| Bispo auxiliar               |                                    |                              |                                |
| 1º                           | Louis James O’Leary                | 1914 - 1920                  | Nomeado bispo de Charlottetown |